# Luigi Masini
Luigi Masini nome di battaglia "Fiore" (Firenze, 26 ottobre 1889 – Bergamo, 15 marzo 1959) è stato un militare, partigiano e politico italiano.

## Biografia
Suo padre era un mazziniano eletto in parlamento tra i repubblicani nei primi del Novecento.
Nel 1911 entra nel corso ufficiali di complemento, ne esce sottotenente e viene assegnato al 21º Reggimento di Fanteria. Partecipa alla guerra in Libia, al termine della quale entra in servizio permanente e chiede di essere assegnato al corpo degli Alpini, dove viene inquadrato nel Battaglione Belluno. Partecipa alla prima guerra mondiale, nella quale riceve la medaglia d'argento al valor militare.
Nel 1926 è trasferito al 5º Reggimento Alpini, col grado di maggiore e il ruolo di comandante del battaglione "Tirano"; nel 1928 diventa il direttore della Scuola di Specializzazione Alpina. Nel 1933, come tenente colonnello, contribuisce alla fondazione della "Scuola Centrale Militare di Alpinismo" ad Aosta, l'attuale Centro Addestramento Alpino, e l'anno successivo ne diviene il comandante.
Non essendo allineato al regime, viene trasferito prima negli uffici del Corpo d'armata a Firenze, e successivamente, promosso generale, al comando del 4º settore Varaita-Po della Guardia di Frontiera. Trasferito il 20 dicembre 1942 al comando della 3ª brigata alpina di marcia, ancora a Tolmino, qui entra in contatto con il movimento antifascista. Con l'Armistizio di Cassibile riesce a sfuggire alla cattura da parte dei Tedeschi, ed entra a far parte delle Brigate Fiamme Verdi, con le quali a capo di 7000 uomini opera nelle valli bresciane, bergamasche, in Brianza e val d'Ossola.

## Dopoguerra
Eletto commissario del Club Alpino Italiano, riorganizza la struttura associativa e opera per la ristrutturazione di molti rifugi distrutti durante il periodo bellico. Nel 1953 viene eletto alla Camera dei Deputati, per la circoscrizione di Bergamo - Brescia, con il Partito Socialista Italiano.